# Leichtathletik-Halleneuropameisterschaften 2017/Teilnehmer (Autorisierte neutrale Athleten)
| Gelbes Symbol für Goldmedaillen mit stilisierten Olympischen Ringen | Graues Symbol für Silbermedaillen mit stilisierten Olympischen Ringen | Braundes Symbol für Bronzemedaillen mit stilisierten Olympischen Ringen |
| ------------------------------------------------------------------- | --------------------------------------------------------------------- | ----------------------------------------------------------------------- |
| —                                                                   | —                                                                     | —                                                                       |

Als Autorisierte neutrale Athleten (englisch Authorised Neutral Athletes) (ANA) startete eine Athletin bei den Leichtathletik-Halleneuropameisterschaften 2017 in Belgrad.
Drei weitere Sportlerinnen waren zugelassen worden, aber Kristina Siwkowa war erkältet und die anderen hatten die Hallensaison schon beendet.

## Ergebnisse

### Frauen

#### Sprung/Wurf
| Athletin        | Disziplin  | Qualifikation | Qualifikation | Finale    | Finale |
| Athletin        | Disziplin  | Weite         | Platz         | Weite     | Platz  |
| --------------- | ---------- | ------------- | ------------- | --------- | ------ |
| Darja Klischina | Weitsprung | 6,83 m SB     | 2             | 6,84 m SB | 4      |